# Софи Единбургска
Софи, херцогиня на Единбург (на английски: Sophie, Duchess of Edinburgh) е член на британското кралско семейство. Тя е омъжена за принц Едуард, херцог на Единбург, най-малкият брат на крал Чарлз III.

## Биография
Родена е като Софи Хелън Рис-Джоунс в семейство от средната класа. Израства в Бренчли, Кент, а по-късно посещава колежа „Уест Кент“, където се обучава като секретарка. След това работи в областта на връзките с обществеността, представлявайки фирми в Обединеното кралство, Швейцария и Австралия, преди да отвори собствена агенция през 1996 г. Запознава се с Едуард през 1987 г., докато работи за Capital Radio; започват да се срещат през 1993 г. Годежът им е обявен през януари 1999 г., а сватбата е на 19 юни в параклиса „Сейнт Джордж“, замъка Уиндзор. Двойката има две деца: лейди Луиз Маунтбатън-Уиндзор и Джеймс Маунтбатън-Уиндзор, граф на Уесекс, които към 2023 г. са съответно шестнадесети и петнадесети по ред в линията за наследяване на британския трон.
През 2002 г. Софи закрива компаниите си и започва работа на пълен работен ден като член на кралското семейство. Тя е патрон на над 70 благотворителни организации, включително Childline и London College of Fashion. Тя поема над 200 ангажимента всяка година, включително посещения на училища, университети и военни бази. Нейната благотворителна дейност е свързана предимно с подкрепа за хората с увреждания, правата на жените и селското стопанство.